# Lista över tekniska läroverk och gymnasier i Sverige
Dessa skolor har traditionellt haft teoretiska tekniska utbildningar motsvarande gymnasienivå. I många fall har den föregående gymnasiereformen (Lpf 94) inneburit ett mer varierat programutbud på skolorna, och därmed har även den traditionella atmosfären ändrats. Titeln gymnasieingenjör avskaffades officiellt 1971 då tekniskt gymnasium ersattes av gymnasieskolans fyraåriga tekniska linje. Begreppet återintroducerades dock 2018 av skolverket för de nya 4-åriga Teknikprogrammen.
Listan är i kronologisk ordning efter skolans grundande, och inleds med de fyra tekniska elementarskolorna som bildades på 1850-talet i Malmö, Borås, Örebro och Norrköping.
Ordningen kan diskuteras eftersom många av de tekniska skolorna gradvis utvecklats från andra skolformer. Ett exempel är Rinmangymnasiet i Eskilstuna som kan räkna sina anor från en teknisk söndags- och aftonskola inom elementarskolan 1855, den självständiga skolan 1860, grundandet av den tekniska skolan i Eskilstuna 1889, grundandet av tekniska fackskolan för maskinindustri 1922 eller namnbytet till Eskilstuna högre tekniska läroverk 1955.. Ett annat exempel är Polhemsgymnasiet i Göteborg som kan räkna ursprunget från Chalmerska slöjdeskolan av 1829, eller från 1939 då Chalmers tekniska institut delades i Chalmers tekniska högskola och tekniska gymnasiet i Göteborg.
| Ort         | Nuvarande namn                  | Grundad | Tidigare namn |
| ----------- | ------------------------------- | ------- | --- |
| Malmö       | Pauliskolan                     | 1853    | Tekniska Elementarskolan Tekniska gymnasiet (1921) Pauliskolan (1967) Pauli gymnasium                                                                 |
| Borås       | Sven Eriksonsgymnasiet          | 1856    | Tekniska Elementarskolan i Borås Tekniska gymnasiet (1938) Högre tekniska läroverket (1947) Statens tekniska gymnasium (1963)                         |
| Örebro      | Rudbecksskolan                  | 1857    | Örebro Tekniska Elementarskola Tekniska gymnasiet (1921) Högre Tekniska Läroverket                                                                    |
| Norrköping  | Ebersteinska gymnasiet          | 1857    | Norrköpings Tekniska Elementarskola |
| Härnösand   | Del av Härnösands gymnasium     | 1901    | Tekniska Elementarskolan (1901-1920) Högre tekniska läroverket (1921–1966) Ångströmskolan                                                             |
| Hässleholm  | Hässleholms tekniska skola      | 1912    | |
| Västerås    | Wijkmanska gymnasiet            | 1919    | Tekniska skolan i Västerås Zimmermanska skolan Wenströmska gymnasiet (till 2010)                                                                      |
| Göteborg    | Göteborgs tekniska institut     | 1927    | Fackskolan för automobil- och motorteknik Göteborgs Tekniska Skola (GTS)                                                                              |
| Eskilstuna  | Rinmangymnasiet                 | 1932    | Tekniska läroverket Rinmansskolan (1955) |
| Göteborg    | Polhemsgymnasiet                | 1937    | Chalmers Slöjdskola Chalmers Tekniska Institut Tekniska gymnasiet (1937) Tekniska gymnasiet I (1963)                                                  |
| Stockholm   | Thorildsplans gymnasium         | 1938    | Tekniska läroverket i Stockholm Högre tekniska läroverket i Stockholm (1946) Tekniska gymnasiet I (1962)                                              |
| Luleå       | Midskogsskolan                  | 1943    | Högre Tekniska Läroverket i Luleå Tekniska gymnasiet i Luleå (till 1966)                                                                              |
| Skellefteå  | Balderskolan                    | 1946    | Tekniska gymnasiet |
| Östersund   | Wargentinsskolan                | 1959    | Östersunds Högre Tekniska Läroverk John Ericssonsskolan sammanslagen med Wargentinsskolan                                                             |
| Helsingborg | Tycho Braheskolan               | 1947    | Tekniska gymnasiet (1947-1966) |
| Karlskrona  | Ehrensvärdska gymnasiet         | 1947    | Högre Tekniska Läroverket Erik Dahlbergsskolan (1966) Del av Chapmanskolan (1971-2001)                                                                |
| Gävle       | Polhemsskolan                   | 1947    | Tekniska gymnasiet (sedermera en del av Borgarskolan) Verksamheten flyttad till Polhemsskolan ca 1970 Teoretisk teknisk utbildning upphörde 2000-2002 |
| Jönköping   | Erik Dahlbergsgymnasiet         | 1949    | Tekniska gymnasiet (1949-1970) |
| Linköping   | Berzeliusskolan                 | 1957    | Högre Tekniska Läroverket i Linköping |
| Karlstad    | Älvkullegymnasiet               | 1957    | |
| Borlänge    | Soltorgsgymnasiet               | 1957    | Högre tekniska läroverket Soltorgsskolan |
| Trollhättan | Nils Ericsonsgymnasiet          | 1959    | Tekniska gymnasiet Nils Ericsonskolan (1966) |
| Halmstad    | Kattegattgymnasiet              | 1960    | Högre Tekniska Läroverket i Halmstad (1960-1963) Tekniska gymnasiet i Halmstad (1963-1966) Kattegattskolan (1966-1992)                                |
| Skövde      | Västerhöjdsgymnasiet            | 1961    | Högre Tekniska Läroverket i Skövde |
| Uppsala     | Fyrisskolan                     | 1961    | Högre tekniska läroverket Tekniska gymnasiet (1962-1970)                                                                                              |
| Växjö       | Teknikum                        | 1961    | Högre tekniska läroverket |
| Lund        | Polhemsskolan                   | 1961    | Söndags- och Aftonskola grundad 1861 Lunds tekniska skola                                                                                             |
| Kalmar      | Lars Kaggskolan                 | 1961    | Tekniska gymnasiet i Kalmar Erik Dahlbergs-gymnasiet                                                                                                  |
| Göteborg    | Aschebergsgymnasiet             | 1963    | Tekniska gymnasiet II |
| Stockholm   | Vasa Realskola                  | 1964    | Vasa tekniska fackskola Vasa gymnasium (1966) Upphörde 1990                                                                                           |
| Sundsvall   | Sundsvalls gymnasium Västermalm | 1965    | Tekniska gymnasiet, Västermalm |
| Umeå        | Dragonskolan                    | 1971    | |
| Stockholm   | Åsö gymnasium                   | 1968    | Tekniska gymnasiet II Upphörde 2002 |
| Forsmark    | Forsmarks skola                 | 1987    | Forsmarks utbildningsskola |